# 서울광진우체국
서울광진우체국(서울廣津郵遞局)은 서울 광진·성동 지역의 우편 서비스 및 우체국금융 서비스 관련 업무를 수행하는 서울지방우정청 소속 우체국이다. 서울특별시 광진구 강변역로 2에 있다.

## 기본 정보
- 주소: 서울특별시 광진구 강변역로 2 (구의동)
- 우편번호: 05048

## 연혁
- 1997년 9월 8일: 서울광진우체국 개국 (2과 11계)
- 1997년 10월 1일: 서울광진우체국 직제개편 (4과 1실)
- 2000년 11월 13일: 서울성동우체국 편입 (1996.12.12. 업무개시)
- 2001년 7월 2일: 서울중곡3동우편취급소 개국[1]
- 2004년 12월 1일: 서울광진우체국 직제개편 (3과 1실)
- 2005년 1월 1일: 세종대학교우체국 폐국[2]
- 2009년 7월 27일: 동서울우편물류센터 편입 (2006.07.01. 업무개시)
- 2010년 11월 1일: 서울성동우체국 관서급 조정 (6급국 → 5급국)
- 2013년 12월 31일: 서울금호4가우체국 폐국[3]
- 2014년 1월 1일: 우편구역을 다음과 같이 고시[4]

| 배달국         | 배달구역                     | 구역번호                    |
| -------------- | ---------------------------- | --------------------------- |
| 서울광진우체국 | 광진구 전지역, 성동구 전지역 | 04900 ~ 05120 04700 ~ 04809 |

- 2014년 7월 4일: 세종대학교출장소 폐국[5]
- 2014년 9월 26일: 서울자양아파트우편취급국 폐국[6]
- 2015년 7월 1일: 서울광진우체국 직제개편 (4과 1실)
- 2017년 1월 2일: 우편구역을 다음과 같이 고시[7]

| 배달국         | 배달구역                     | 구역번호                    |
| -------------- | ---------------------------- | --------------------------- |
| 서울광진우체국 | 광진구 전지역, 성동구 전지역 | 04900 ~ 05120 04700 ~ 04809 |

## 관할 우체국
| 우체국명                       | 사진 | 주소                                                          | 비고                  |
| ------------------------------ | ---- | ------------------------------------------------------------- | --------------------- |
| 서울건국대학교우체국           |      | 서울특별시 광진구 능동로 120(화양동) 건국대학교 학생회관 1층  |                       |
| 서울경안우편취급국             |      | 서울특별시 광진구 자양로 242(구의동)                          |                       |
| 서울광나루우편취급국           |      | 서울특별시 광진구 광장로 80(광장동)                           |                       |
| 서울금호4가우체국              |      | 서울특별시 성동구 금호로 48 (금호동4가)                       | 2013년 12월 31일 폐국 |
| 서울금호동우체국               |      | 서울특별시 성동구 금호로11길 2(금호동2가)                     |                       |
| 서울능동우편취급국             |      | 서울특별시 광진구 면목로 17-1(군자동)                         |                       |
| 서울대림아파트우편취급국       |      | 서울특별시 성동구 독서당로 434(응봉동)                        |                       |
| 서울뚝섬우체국                 |      | 서울특별시 성동구 뚝섬로3길 14(성수동1가)                     |                       |
| 서울마장동우체국               |      | 서울특별시 성동구 고산자로 352(마장동)                        |                       |
| 서울성동우체국                 |      | 서울특별시 성동구 왕십리로 303(행당동)                        |                       |
| 서울성수노룬산우편취급국       |      | 서울특별시 광진구 아차산로30길 25(자양동)                     |                       |
| 서울성수동우체국               |      | 서울특별시 성동구 아차산로 104(성수동2가)                     | 2019년 4월 30일 폐국  |
| 서울성수동우편취급국           |      | 서울 성동구 아차산로 85, (성수동2가 300-10) 지하              |                       |
| 서울성수아파트우편취급국       |      | 서울특별시 성동구 아차산로7길 28(성수동2가)                   |                       |
| 서울옥수동우편취급국           |      | 서울특별시 성동구 독서당로 173(옥수동,극동그린아파트상가 1층) |                       |
| 서울왕십리우체국               |      | 서울특별시 성동구 마장로 194(홍익동)                          |                       |
| 서울용답동우체국               |      | 서울특별시 성동구 천호대로 378(용답동)                        |                       |
| 서울자양동우체국               |      | 서울특별시 광진구 뚝섬로 640(자양동)                          |                       |
| 서울자양아파트우편취급국       |      | 서울특별시 광진구 자양번영로4길 5                             | 2014년 9월 26일 폐국  |
| 서울장로회신학대학교우편취급국 |      | 서울특별시 광진구 광장로5길 25-1(광장동) 장로회신학대학교     |                       |
| 서울중곡3동우편취급            |      | 서울특별시 광진구 용마산로 189(중곡동)                        | 2001년 7월 2일 신설   |
| 서울중곡동우체국               |      | 서울특별시 광진구 긴고랑로 68(중곡동)                         |                       |
| 서울테크노마트우편취급국       |      | 서울특별시 광진구 광나루로56길 85(구의동) 테크노마트          |                       |
| 서울한양대학교우체국           |      | 서울특별시 성동구 왕십리로 222(사근동) 한양대학교             |                       |
| 서울화양동우체국               |      | 서울특별시 광진구 광나루로 356(화양동)                        |                       |
| 세종대학교우체국               |      | 서울특별시 광진구 군자동 산98                                 | 2005년 1월 1일 폐국   |
| 세종대학교출장소               |      | 서울특별시 광진구 능동로 209 (군자동)                         | 2014년 7월 4일 폐국   |
| 세종대학교우편취급국           |      | 서울 광진구 능동로 209 (군자동) 세종대학교 내 군자관1층       |                       |

## 조직
- 영업과
  - 금융영업실
  - 우편영업실
- 우편물류과
  - 집배실
  - 발착특수
  - 운용실
- 소포물류과
  - 소포실
  - 소포물류실
- 지원과
- 경영지도실
- 지부실